# L'altra imatge
L'altra imatge (títol original: La otra imagen) és una pel·lícula de 1973 dirigida per Antoni Ribas. Ha estat doblada al català. Va ser presentada al Festival de Canes de 1973.

## Repartiment
- Assumpció Balaguer
- Jordi Bofill
- Miquel Bordoy
- Marta Flores
- Fernando García Ulloa
- Antonio Lara
- Julián Mateos
- Jeannine Mestre
- Francisco Rabal

## Nominacions
- Festival de Canes: Nominada a la Palma d'Or (millor pel·lícula)